# Поначевный, Сергей Леонтьевич
Сергей Леонтьевич Поначевный (20 марта 1908, Санкт-Петербург — 24 ноября 1986, Ленинград) — советский актёр кино и театра, народный артист РСФСР.

## Биография
Сергей Леонтьевич Поначевный родился 20 марта 1908 года в Санкт-Петербурге. Окончил Ленинградский театральный техникум (педагог Е. В. Червяков). 
С 1930 года работал на киностудии «Ленфильм». С 1936 года был актёром Ленинградского Нового ТЮЗа.
В начале Великой Отечественной войны, в июле 1941 года С. Л. Поначевный добровольцем ушёл в ряды народного ополчения, служил в составе Куйбышевской дивизии. Вскоре, по инициативе Н. К. Черкасова, из актёров-ополченцев организовался Театр армии народного ополчения, и Поначевный стал его участником. В октябре 1941 года театр был передан Дому Красной армии имени С. М. Кирова и преобразован в агитвзвод для обслуживания частей и соединений Ленинградского фронта. В составе этого коллектива актёр служил до момента демобилизации в 1943 году. За свои боевые заслуги он был награждён медалями «За оборону Ленинграда» и «За победу над Германией в Великой Отечественной войне 1941-1945 гг.» 
С 1943 года играл в Ленинградском «Блокадном» театре (с 1959 года — Театр им. В. Ф. Комиссаржевской).
Умер 24 ноября 1986 года в Ленинграде на 79-м году жизни. Похоронен на Большеохтинском кладбище.

### Семья
- Отец — Леонтий Герасимович Поначевный (ум. 1927).
- Мать — Екатерина Лукинична Разуминина (1882—1922).
- Сын — актёр Константин Сергеевич Поначевный (1945—2005).

## Награды и премии
- Заслуженный артист РСФСР (1969).
- Народный артист РСФСР (03.06.1985).

## Работы в театре

### Ленинградский Новый ТЮЗ
- 1936 — «Музыкантская команда» Д. Дэль — Васильев
- 1936 — «Брат и сестра» Е. Шварц — отец
- 1936 — «Продолжение следует» А. Бруштейн — Трентчке
- 1937 — «Сказки Пушкина» («О мёртвой царевне и о семи богатырях») — богатырь
- 1937 — «Третья верста» Д. Дэль — Антонов и Ратков
- 1938 — «Борис Годунов» А. С. Пушкин — Мосальский и Пристав

### Ленинградский театр им. В. Ф. Комиссаржевской
- 1948 — «Счастье» П. А. Павленко и С. А. Радзинского; режиссёр – А. П. Бурлаченко – Корытов  (премьера – 6 ноября 1948 г.)
- 1948 — «Дети Ванюшина» С. А. Найдёнова; режиссёр – Н. Н. Галин – Ванюшин (премьера – 9 июля 1948 г.)
- 1959 — «В лесах» по роману П. И. Мельникова; режиссёр – И. С. Ольшвангер – Потап Максимыч Чапурин (премьера – 5 апреля 1959 г.)
- 1960 — «Дети солнца» М. Горького. Постановка М. В. Сулимова. — Назар Андреевич (премьера – 20 ноября 1960 г.)
- 1960 — «Воскресение» по роману Л. Н. Толстого; режиссёр – И. С. Ольшвангер – Баклашов (премьера – 20 ноября 1960 г.)
- 1965 — «На всякого мудреца довольно простоты» А. Н. Островского; режиссёр – Г. Г. Никулин – Мамаев (премьера – 18 июня 1965 г.)
- 1966 — «Джордано Бруно» О. Окулевича. Постановка М. В. Сулимова — Великий инквизитор
- 1967 — «Принц и нищий» по М. Твену – лорд Сент Джон (премьера – 1 января 1967 г.)
- 1967 — «Кто за? Кто против?» П. Загребелного и М. Резниковича – Председатель – Кукулик, директор Института строительства и архитектуры (премьера 9 марта 1967)
- 1967 — «Если бы небо было зеркалом…» Н. Думбадзе и Г. Лордкипанидзе по повести Н. Думбадзе «Я вижу солнце»; режиссёр – Р. С. Агамирзян – Эдемика (премьера — 6 августа 1967 г.)
- 1968 — «Старик» М. Горького. Постановка: Р. С. Агамирзяна. — Старик (премьера –28 марта 1968 г.)
- 1969 — «Люди и мыши» по Дж. Стейнбеку. Постановка Р. С. Агамирзяна, режиссёр — К. М. Гинкас. Постановка Р. Агамирзяна. — Карлсон
- 1971 — «Не беспокойся, мама!» по Н. В. Думбадзе. Постановка Р. С. Агамирзяна. — Исидор
- 1972 — «Продавец дождя» Р. Нэша. Режиссёры: Р. С. Агамирзян и В. Ленцевичус. — Карри
- «На всякого мудреца довольно простоты» А. Н. Островского — Мамаев
- 1975 — «Несколько дней без войны» по К. М. Симонову — Юсупов
- 1977 — «Мои Надежды» М. Ф. Шатрова. Постановка Р. С. Агамирзяна, режиссёр — В. Л. Явич. — Макей Удальцов
- 1978 — «Царь Борис» А. К. Толстого. Постановка Р. С. Агамирзяна, режиссёр — В. С. Суслов. — Луп-Клешнин
- 1978 — «Возвращение на круги своя» И. П. Друцэ. Постановка Р. С. Агамирзяна, режиссёр — В. С. Суслов. — Лев Толстой
- 1979 — «Гнездо глухаря» В. С. Розова. Постановка Р. С. Агамирзяна. — Судаков
- 1980 — «Возвращение к жизни» по роману Н. В. Думбадзе "Закон вечности". Постановка Р. С. Агамирзяна — дядя Евгений, деревенский врач
- 1981 — «Ретро» А. Галина — Николай Михайлович
- 1982 — «Генерал Серпилин» по роману «Живые и мёртвые» К. М. Симонова. Постановка Р. С. Агамирзяна, режиссёр — В. С. Суслов. — Иван Васильевич Кузьмич
- 1985 — «Исповедь палача» по Р. Мерлю. Постановка Р. С. Агамирзяна, режиссёр — В. Л. Явич. — Старый Карл
- 1986 — «Дети Ванюшина» С. А. Найдёнова. Постановка Р. С. Агамирзяна — Ванюшин

## Фильмография
1. 1930 — Города и годы — человек в трактире
2. 1930 — По ту сторону — Безайс
3. 1931 — Одна — работник отдела образования (нет в титрах)
4. 1931 — Человек за бортом
5. 1932 — Лес
6. 1932 — Счастье
7. 1933 — Солдатский сын — слесарь Алексеев
8. 1933 — Частный случай — Левко
9. 1934 — Наследный принц Республики — архитектор
10. 1934 — Чудо — Лунин
11. 1935 — Совершеннолетие — Мамаев
12. 1936 — На отдыхе — Михаил Сергеевич Лавров, лётчик
13. 1938 — Комсомольск — комсомолец-дезертир (нет в титрах)
14. 1964 — Ноль три (Таллинфильм) — милиционер
15. 1965 — Жизнь Галилея (фильм-спектакль)
16. 1967 — Мятежная застава — Михалыч, сторож (нет в титрах)
17. 1967 — Первый президент (телефильм) — Андрей Сухов
18. 1977 — Приезжая — Семён Арсентьевич Баринев, отец Фёдора
19. 1978 — Возвращение на круги своя (телефильм) — Лев Николаевич Толстой
20. 1978 — На новом месте — Милохин («Блоха»)